# Jan Březina (překladatel)
Jan Březina (25. února 1930, Milkov – 8. července 1994, Šternberk) byl český středoškolský a vysokoškolský pedagog, filozof a překladatel z němčiny.

## Biografie
Narodil se 25. února 1930 v Milkově. Středoškolská studia absolvoval na litovelském gymnáziu, poté studoval na Filozofické fakultě Univerzity Palackého v Olomouci filozofii a český jazyk. Studium ukončil doktorátem filozofie. Po studiích působil jako učitel v Tatenici, následně pak v Uničově jako středoškolský profesor; ve městě také se svou rodinou trvale žil. V letech 1960–1970 byl ředitelem Jedenáctileté střední školy Uničov, SVVŠ Uničov a Gymnázia Uničov. V téže době také externě působil na obnovené katedře filozofie olomoucké filozofické fakulty. Po sovětské okupaci a nástupu tzv. normalizace byla katedra zrušena a Jan Březina musel opustit ředitelskou funkci i školu; byl přeložen na gymnázium do Šternberka jako řadový učitel. Filozofii se v této mohl věnovat pouze soukromě, přesto byl neustále v kontaktu s vývojem filozofického myšlení. Ve Šternberku setrval až do doby po listopadové revoluci v roce 1989, kdy byl požádán o návrat na obnovovanou katedru filozofie do Olomouce. Zde obhájil habilitační práci "Vztah filozofie Ernsta Cassirera k osvícenství a moderně" a byl jmenován docentem pro vyučování dějin filozofie. Společně s uničovským pedagogem Jiřím Horákem překládal Nietzscheho spis "Filozofie v tragickém období Řeků". Jako vysokoškolský pedagog působil v Olomouci až do své smrti 8. července 1994. 